# Cantone di Beausoleil
Il Cantone di Beausoleil è una divisione amministrativa dell'arrondissement di Nizza.
A seguito della riforma approvata con decreto del 24 febbraio 2014, che ha avuto attuazione dopo le elezioni dipartimentali del 2015, è passato da 1 a 7 comuni.

## Composizione
Prima della riforma del 2014 comprendeva il solo comune di Beausoleil.
Dal 2015 i comuni appartenenti al cantone sono i seguenti 7:
- Beausoleil
- Beaulieu-sur-Mer
- Cap-d'Ail
- Èze
- Saint-Jean-Cap-Ferrat
- La Turbie
- Villefranche-sur-Mer